# Tableau des médailles
Un tableau des médailles est un tableau synoptique présentant les résultats d'une compétition sportive au cours de laquelle ont été disputées plusieurs épreuves ayant donné lieu à l'attribution de médailles aux meilleurs participants.
Un tableau des médailles comprend généralement cinq colonnes contenant respectivement les équipes à classer, le plus souvent des nations sportives, puis le nombre de médailles d'or, d'argent et de bronze ainsi que le nombre total de médailles remportées par ces équipes.
Le nombre de lignes est variable : ou bien le tableau est complet et en comporte autant que d'équipes participantes, ou au moins médaillées, ou bien il se concentre sur les meilleures équipes et ne présente qu'un nombre réduit de lignes, cinq ou dix, par exemple, sous la ligne d'en-tête.
Le tri des lignes est toujours organisé de façon décroissante, mais le critère selon lequel il est établi dépend du contexte d'utilisation du tableau. Aux Jeux olympiques, le nombre de médailles d'or prime sur le nombre total de médailles, de sorte qu'une nation participante comptant un seul titre olympique apparaît plus haut, dans le tableau des médailles olympiques, qu'une autre comptant par exemple plusieurs médailles d'argent sans aucun titre suprême.
Un tableau des médailles présente souvent une dernière ligne totalisant les chiffres de chaque colonne. Ces totaux sont généralement identiques pour chaque type de médaille, sauf cas particuliers. Ces derniers sont le plus souvent dus à l'attribution de deux médailles identiques à des participants ayant terminé ex æquo ou du fait de règlements spécifiques prévoyant que dans certaines disciplines plusieurs compétiteurs doivent recevoir chacun une médaille de bronze. C'est le cas dans plusieurs compétitions de sports de combat.

## Liste des tableaux notables

### Jeux sud-américains
- Tableau des médailles aux Jeux sud-américains par nation

### Championnats d'Europe d'athlétisme
- Tableau des médailles des Championnats d'Europe d'athlétisme 2006
- Tableau des médailles des Championnats d'Europe d'athlétisme 2010

### Championnats du monde d'athlétisme
- Tableau des médailles des Championnats du monde d'athlétisme 2007
- Tableau des médailles des Championnats du monde d'athlétisme 2011

### Jeux asiatiques
- Tableau des médailles des Jeux asiatiques d'hiver de 2011
- Tableau des médailles des Jeux asiatiques de 2002

### Jeux du Commonwealth
- Tableau des médailles des Jeux du Commonwealth de 2010

### Jeux européens
- Tableau des médailles des Jeux européens de 2015

### Jeux olympiques
- Tableau des médailles olympiques par nation

#### Premiers JO
- Tableau des médailles des Jeux olympiques de 1896
- Tableau des médailles des Jeux olympiques de 1900
- Tableau des médailles des Jeux olympiques de 1904
- Tableau des médailles des Jeux olympiques de 1908
- Tableau des médailles des Jeux olympiques de 1912
- Tableau des médailles des Jeux olympiques de 1920

#### Été
- Tableau des médailles des Jeux olympiques d'été de 1924
- Tableau des médailles des Jeux olympiques d'été de 1928
- Tableau des médailles des Jeux olympiques d'été de 1932
- Tableau des médailles des Jeux olympiques d'été de 1936
- Tableau des médailles des Jeux olympiques d'été de 1948
- Tableau des médailles des Jeux olympiques d'été de 1952
- Tableau des médailles des Jeux olympiques d'été de 1956
- Tableau des médailles des Jeux olympiques d'été de 1960
- Tableau des médailles des Jeux olympiques d'été de 1964
- Tableau des médailles des Jeux olympiques d'été de 1968
- Tableau des médailles des Jeux olympiques d'été de 1972
- Tableau des médailles des Jeux olympiques d'été de 1976
- Tableau des médailles des Jeux olympiques d'été de 1980
- Tableau des médailles des Jeux olympiques d'été de 1984
- Tableau des médailles des Jeux olympiques d'été de 1988
- Tableau des médailles des Jeux olympiques d'été de 1992
- Tableau des médailles des Jeux olympiques d'été de 1996
- Tableau des médailles des Jeux olympiques d'été de 2000
- Tableau des médailles des Jeux olympiques d'été de 2004
- Tableau des médailles des Jeux olympiques d'été de 2008
- Tableau des médailles des Jeux olympiques d'été de 2012
- Tableau des médailles des Jeux olympiques d'été de 2016
- Tableau des médailles des Jeux olympiques d'été de 2020
- Tableau des médailles des Jeux olympiques d'été de 2024

#### Hiver
- Tableau des médailles des Jeux olympiques d'hiver de 1924
- Tableau des médailles des Jeux olympiques d'hiver de 1928
- Tableau des médailles des Jeux olympiques d'hiver de 1932
- Tableau des médailles des Jeux olympiques d'hiver de 1936
- Tableau des médailles des Jeux olympiques d'hiver de 1948
- Tableau des médailles des Jeux olympiques d'hiver de 1952
- Tableau des médailles des Jeux olympiques d'hiver de 1956
- Tableau des médailles des Jeux olympiques d'hiver de 1960
- Tableau des médailles des Jeux olympiques d'hiver de 1964
- Tableau des médailles des Jeux olympiques d'hiver de 1968
- Tableau des médailles des Jeux olympiques d'hiver de 1972
- Tableau des médailles des Jeux olympiques d'hiver de 1976
- Tableau des médailles des Jeux olympiques d'hiver de 1980
- Tableau des médailles des Jeux olympiques d'hiver de 1984
- Tableau des médailles des Jeux olympiques d'hiver de 1988
- Tableau des médailles des Jeux olympiques d'hiver de 1992
- Tableau des médailles des Jeux olympiques d'hiver de 1994
- Tableau des médailles des Jeux olympiques d'hiver de 1998
- Tableau des médailles des Jeux olympiques d'hiver de 2002
- Tableau des médailles des Jeux olympiques d'hiver de 2006
- Tableau des médailles des Jeux olympiques d'hiver de 2010
- Tableau des médailles des Jeux olympiques d'hiver de 2014
- Tableau des médailles des Jeux olympiques d'hiver de 2018
- Tableau des médailles des Jeux olympiques d'hiver de 2022

### Jeux olympiques de la jeunesse

#### Été
- Tableau des médailles des Jeux olympiques de la jeunesse d'été de 2010
- Tableau des médailles des Jeux olympiques de la jeunesse d'été de 2014
- Tableau des médailles des Jeux olympiques de la jeunesse d'été de 2018

#### Hiver
- Tableau des médailles des Jeux olympiques de la jeunesse d'hiver de 2012
- Tableau des médailles des Jeux olympiques de la jeunesse d'hiver de 2016
- Tableau des médailles des Jeux olympiques de la jeunesse d'hiver de 2020
- Tableau des médailles des Jeux olympiques de la jeunesse d'hiver de 2024

### Jeux paralympiques
- Tableau des médailles paralympiques par nation

#### Été
- Tableau des médailles des Jeux paralympiques d'été de 1960
- Tableau des médailles des Jeux paralympiques d'été de 1964
- Tableau des médailles des Jeux paralympiques d'été de 1968
- Tableau des médailles des Jeux paralympiques d'été de 1972
- Tableau des médailles des Jeux paralympiques d'été de 1976
- Tableau des médailles des Jeux paralympiques d'été de 1980
- Tableau des médailles des Jeux paralympiques d'été de 1984
- Tableau des médailles des Jeux paralympiques d'été de 1988
- Tableau des médailles des Jeux paralympiques d'été de 1992
- Tableau des médailles des Jeux paralympiques d'été de 1996
- Tableau des médailles des Jeux paralympiques d'été de 2000
- Tableau des médailles des Jeux paralympiques d'été de 2004
- Tableau des médailles des Jeux paralympiques d'été de 2008
- Tableau des médailles des Jeux paralympiques d'été de 2012
- Tableau des médailles des Jeux paralympiques d'été de 2016
- Tableau des médailles des Jeux paralympiques d'été de 2020
- Tableau des médailles des Jeux paralympiques d'été de 2024

#### Hiver
- Tableau des médailles des Jeux paralympiques d'hiver de 1976
- Tableau des médailles des Jeux paralympiques d'hiver de 1980
- Tableau des médailles des Jeux paralympiques d'hiver de 1984
- Tableau des médailles des Jeux paralympiques d'hiver de 1988
- Tableau des médailles des Jeux paralympiques d'hiver de 1992
- Tableau des médailles des Jeux paralympiques d'hiver de 1994
- Tableau des médailles des Jeux paralympiques d'hiver de 1998
- Tableau des médailles des Jeux paralympiques d'hiver de 2002
- Tableau des médailles des Jeux paralympiques d'hiver de 2006
- Tableau des médailles des Jeux paralympiques d'hiver de 2010
- Tableau des médailles des Jeux paralympiques d'hiver de 2014
- Tableau des médailles des Jeux paralympiques d'hiver de 2018
- Tableau des médailles des Jeux paralympiques d'hiver de 2022